# 魯会燦
魯 会燦（ノ・フェチャン、1956年8月31日 - 2018年7月23日）は、韓国の政治家。第17・19・20代国会議員。進歩新党代表（2009年3月～2010年10月）。統合進歩党共同スポークスマン（2011年12月～2012年5月）。進歩正義党準備委員会共同委員長（2012年10月7日～20日）。正義党共同代表（2012年10月21日～2013年7月20日）。2016年5月30日から正義党院内代表を務めた。
2018年7月に自殺した。原因は文在寅に有利な世論形成を目論んだコメント世論操作事件で起訴されたドゥルキングから違法な政治資金を貰っていたことが発覚したとされる。

## 経歴

### 労働運動へ
1956年8月31日、慶尚南道釜山市水営洞（現・釜山広域市水営区水営洞）に生まれる。本貫は江華魯氏。釜山三育小学校、釜山中学校を卒業し、高校進学に際し釜山を離れソウルに上京。京畿高校、高麗大学校を卒業した。1973年、維新体制に反対し、朴正煕打倒を訴える印刷物を制作し、配布しながら、民主化運動の道に入った。
1982年、偽装就業をするために、ソウル青少年職業学校に入学して、溶接技術を学んだ。高麗大学校を卒業する年に、電気溶接技能者2級資格を取得し、電気工として就職した。この頃から、指名手配され、地下生活を開始した。1987年仁川地域民主労働者連盟（仁民労連）を創立して、1989年には隔週刊で「社会主義者」の編集委員を始めた。
拘束・収監されたが、1992年に満期出所し、同年12月に行われた大統領選挙に立候補した白基玩候補の選挙対策本部組織委員長として活動した。その後、進歩政党の結成に努力し、進歩政党推進委員会、進歩政治連合などで、代表を務めた。魯会燦のこのような努力の末に、多くの社会運動陣営が結成した進歩政党である国民勝利21が1997年に結成された。しかし、国民勝利21は、2000年に民主労働党（略称：民労党）に発展的解消した。当時魯会燦は民主労働党代表に就任した。2002年の大統領選挙では権永吉候補の選挙運動をした。

### 政界入り
2004年、17代国会議員選挙の過程で、多数のテレビ討論に民主労働党側のパネリストとして出演した。余裕があり、核心を衝く弁舌で、民労党ブームを引き起こしたとの評価を受ける。民労党の比例代表候補として第17代国会議員選挙に出馬した。この選挙で民労党が躍進した結果、自由民主連合は政党得票率が3％未満の場合は比例区で議席が得られないとの規定から、10選に挑んだ自由民主連合の金鍾泌を下す形で国会議員に当選し、三金時代に幕を下ろした。
2007年の大統領選挙では、党内予備選に出馬し、権永吉（クォン・ヨンギル）、沈相奵（シム・サンジョン）に続く3位で脱落した。大統領選挙以後、魯会燦は沈相奵などと共に、親北路線の清算を含めた党内改革を主張したものの、結局2008年2月5日、改革要求に及ばないとして民労党を離党した（比例代表選出であったため離党と同時に国会議員を失職した）。以後、沈相奵など似たような傾向の離党者と共に、進歩新党を結成し、沈相奵と共同代表を務めた。
2008年4月、第18代国会議員総選挙では進歩新党候補としてソウル市蘆原区丙選挙区から出馬した。世論調査ではハンナラ党の洪政旭に先行し、選挙区での当選可能性が囁かれた。しかし、実際に開票してみると、40％しか得票しておらず、43％を得票した洪政旭に及ばなかった。とは言え、魯会燦陣営は進歩政党の候補としてソウルで相当な得票をした点から、進歩政党の可能性を示したとの評価がある。

### 進歩新党の代表として
2009年3月29日に行われた2次党大会で実施された党代表選挙に単独出馬（出馬を予定していた沈相奵は不出馬を表明）し、全党員を対象にした直接投票で投票率58.7％、97.9％の賛成を得て党代表に選出された。党代表に選出された翌2010年6月に行われたソウル市長選挙に進歩新党候補として出馬したものの、現職の呉世勲（ハンナラ党）と野党統一候補の韓明淑（民主党）の狭間で埋没し、敗北した（得票率3.26％）。選挙後、魯会燦の立候補によって韓明淑が僅差で落選したとして、彼と進歩新党に対して批判の声があがった
。その後、10月15日に行われた臨時党大会で第三期党代表に趙承洙が選出されたことを受けて党代表を退いた。

### 進歩統合と統合進歩党結成
2012年に行われる国会議員選挙と大統領選挙における進歩主義陣営が勝利を目指して、かつて袂を分かった民労党との再統合の議論が進められたが、9月4日に行われた進歩新党の党大会において合党案が否決されたことで挫折した。これに対してあくまで統合を推進する立場を崩さない魯会燦は、沈相奵とともに「大衆的な統合進歩政党を建設するため」として9月23日に離党を表明したが、背景には25日に行われる予定の民労党党大会を前に進歩統合の主役として自分たちの存在と立場を示す必要があったと見られている。
12月5日、魯会燦と沈相奵など進歩新党脱党派による新しい進歩統合連帯と民労党、国民参与党の3党派が公式統合して「統合進歩党」が発足すると、沈相奵は共同党代表に魯会燦は共同スポークスマンに選任された。2012年4月の第19代国会議員総選挙では前回出馬したソウル特別市蘆原区丙選挙区から野党統一候補として出馬、セヌリ党候補を抑えて当選し返り咲きを果たした。

### 統合進歩党離党と新党「進歩正義党」結成
選挙後、統合進歩党内では比例代表候補の予備選における不正事件が発覚したことをきっかけに党内抗争が発生した。魯会燦はシム・サンジョンや姜基甲などと党内刷新を求めるグループ（非党権派）の一員として、党内改革に乗り出した。しかし不正選挙を主導した党権派の妨害で党内改革が頓挫したことで、統合進歩党から離党し新たな進歩政党に参加することを9月13日に表明した。9月16日、新党を結成するための組織である「新進歩政党推進会議」（進歩党脱党派の集まりである「進歩政治革新の会」が改編する形で発足）の共同代表に推戴された。10月7日、推進会議による新たな新党である進歩正義党の創党準備委員会が発足し、魯会燦は共同委員長に就任。同月21日に正式発足した進歩正義党の共同代表に就任した。2013年2月14日、後述の安全企画部Xファイル事件（サムスンXファイル事件）で有罪判決を受け、国会議員を失職。2013年7月21日に進歩正義党から党名変更した正義党では代表を退いた。
2014年2月、6月統一地方選挙におけるソウル市長選への出馬説について「人間的道理が無い」としてこれを一蹴。その上で「朴元淳がもう一度当選することが新しい政治ではないか」として、12年大統領選挙の序盤選挙において台風の目となった安哲秀が結成を進めている新政治連合に対し、朴元淳の再選に向けて連帯に乗り出すべきとの意思も示した。統一地方選直後の7月30日に行われる国会議員再補選の一つであるソウル市銅雀区乙選挙区（鄭夢準がソウル市長選出馬のため議員辞職した事に因る）に正義党候補として出馬、候補者が辞退 した新政治民主連合の支援も受けたが、セヌリ党の羅卿瑗（ナ・ギョンウォン）に僅差で敗北した。
2016年4月に行われた第20代国会議員総選挙では慶尚南道昌原市城山区選挙区に正義党公認候補として立候補し、共に民主党の支援も得て（共に民主党の前代表の文在寅も魯会燦の応援演説に立った。）、セヌリ党の現職議員・姜起潤を破って通算3度の当選を果たし、国会議員に返り咲いた。2016年5月30日から正義党院内代表を務めた。

### 死去
2018年7月23日、ソウル市内のマンションから飛び降りて死亡した。自筆の遺書に「2016年3月、二度にわたって経済的共進化会（経共会）から合わせて4千万ウォン（約400万円）を受け取った」「多くの会員たちの自発的な募金であったため、当然正常な後援の手続きを踏まなければならなかった。しかし、そうしなかった。自分を恨むしかない。本当に愚かな選択であり、恥ずべき判断だった」「責任を取らなければならない」「大きな過ちを犯した。責任が重い。法定刑でも党の懲戒でも足りない」「私はここで止まるが、党は堂々と前進してほしい」「何よりも苦労してここまで来た党の将来に迷惑をかけた」「すべては私の過ちだ。私を罰し、正義党は応援し続けてほしい」と記されていた。死亡する前に残した最後のメッセージは「12年間闘争してきたKTX乗務員労働者たちの復職にお祝いの言葉を伝えたい」というものだった。
文在寅大統領は、「本当に胸が痛くて悲痛なその思いです。魯会燦議員とは同じ党に所属したことはありませんでしたが、同じ時代に政治をしながら、私たちの韓国社会をより進歩的な社会にするために一緒に努力してきました。私たちの韓国の進歩政治を率い、私たちの政治の幅を広げるために大きな貢献をしてきと思います。また、非常に寂しい私たちの政界でも言葉の品格を高めるような面でも多くの役割をしました。魯会燦議員の死に深く哀悼します。遺族と正義党にお悔やみ申し上げたいと思います。」と述べた。
右派政党の自由韓国党も、「進歩政治の象徴として、庶民と労働者のための議院活動に模範を示し、政治改革にも先頭に立ってきました。急所を突く発言で国民から愛された故魯会燦議員の死去は韓国政治の悲劇です」との論評を発表した。
23日と24日の2日間で8千人の弔問客が葬儀場を訪れた。大学生、子どもの手を引いた家族、作業服を着た会社員などさまざまな市民が訪れ、弔問客らは「庶民の立場で共感できる言葉をたくさん言ってくれた。そんなふうに言える人は（政治家の中で）多くないと思う」「サムスンと闘っていた姿、その堂々とした姿が格好よかった」「不条理な社会で健康な政治家が先に逝かなければならない現実が悔しい」などと語り、「庶民の立場で発言してくれた政治家」「弱者のために強者の前で堂々としていた国会議員」だった魯会燦の死を悼んだという。
民主平和党の朴智元議員は、「魯会燦議員の葬儀場に行って弔問の列に40分並んで感じました。魯会燦は死んでも生きている。（逆に）朴槿恵と李明博は生きているが死んでいる。」と述べた。
死去後に正義党の支持率が急増し、2018年8月初には15%となり、自由韓国党を超えて第一野党となった。また、イルベやウォーマッドなどのサイトで嘲笑や中傷が多発したため、これらのサイトは公憤を買った。

## 安全企画部Xファイル事件（サムスンXファイル事件）
2005年8月、国会法制司法委員会において「安全企画部Xファイル」（1997年大統領選挙を前に韓国最大の財閥である三星グループが政界工作のため主な大統領候補者や政治家、検察幹部に賄賂を渡すための謀議と実行する過程を国家情報院の前身である国家安全企画部が盗聴した録音記録を称する）関連報道資料として、三星（サムスン）グループから餅代（賄賂）を受け取った前・現職検事7名の実名を公開、インターネットにも掲載した。
これに対し検察は、通信秘密保護法違反容疑で民労党議員（当時）であった魯会燦を2007年5月に在宅起訴した。2009年2月に行われた第一審では懲役6カ月・執行猶予1年・資格停止1年を宣告された。2009年12月4日の控訴審では検察が主張する録音が虚偽であるとする主張を否定し、無罪判決を言い渡した。しかし、2013年2月14日の大法院（最高裁）再上告審で2審判決を破棄して一審の有罪判決が確定、これにより議員職を失うことになった。判決確定直後の記者会見で「報道機関に報道資料を配布すれば免責特権が適用され、インターネットで一般国民に公開すれば議員職剥奪だ という時代錯誤的な詭弁で、果たして大法院は誰の利益を保護しているのか」として大法院を批判した。

## エピソード
ハングル専用論者であり、第17代国会当時は国会議員バッジが「国」の漢字表記であったため、「バッジのハングル表記化になるまでは付けない」として着用を拒否した。また、法律用語の難解の漢字語の韓国語への純化、国会議員宣誓文のハングル化やハングルの日の再祝日化などにも積極に関与した。2014年10月にハングル学会により「ハングルナラ・クンビョル」（ハングルの国の大きな星）に選定された。
2009年4月、盧武鉉の妻の権良淑が朴淵次からお金をもらったことについて「本当にひどい」と評した。
2013年の安全企画部Xファイル事件により国会議員失職後は同じ選挙区の補欠選挙に立候補した安哲秀を「家族のご飯を奪おうとする」「近所のパン屋で苦労して成し遂げた商圏に大企業ブランドが入ってきた」などと批判したが、同じ選挙区に妻が出馬しようとすることで同じく進歩正義党党員の徐基鎬から批判された。
2017年に正義党院内代表として文在寅大統領に『82年生まれ、キム・ジヨン』をプレゼントした。